# Omphale clypealba
Omphale clypealba är en stekelart som beskrevs av Christer Hansson 1996. Omphale clypealba ingår i släktet Omphale och familjen finglanssteklar. Inga underarter finns listade i Catalogue of Life.